# Iławski
Iławski là một huyện thuộc tỉnh Warmińsko-Mazurskie của Ba Lan. Huyện có diện tích 1385 km². Đến ngày 1 tháng 1 năm 2011, dân số của huyện là 90599 người và mật độ 65 người/km².